# Philipp Frommenwiler
Philipp Frommenwiler (ur. 27 sierpnia 1989 roku) – szwajcarski kierowca wyścigowy.

## Życiorys
Frommenwiler rozpoczął karierę w wyścigach samochodowych w 2008 roku od startów w ADAC Formel Masters oraz w Formule Lita Junior. W Formule Lista pięciokrotnie stawał na podium, w tym czterokrotnie na jego najwyższym stopniu. Uzbierane 123 punkty pozwoliły mu na zdobycie tytułu wicemistrza serii. W późniejszych latach Szwajcar pojawiał się także w stawce Formuły Palmer Audi, SEAT Leon Supercopa Germany, Niemieckiego Pucharu Porsche Carrera, Światowego Pucharu Porsche Carrare,  Porsche Supercup, 24h Nürburgring, ADAC GT Masters, Blancpain Endurance Series oraz United Sports Car Championship.